# جان کورنول (بازیکن فوتبال)
جان کورنول (انگلیسی: John Cornwell؛ زادهٔ ۱۳ اکتبر ۱۹۶۴) بازیکن فوتبال اهل بریتانیا است.
از باشگاه‌هایی که در آن بازی کرده‌است می‌توان به باشگاه فوتبال سوئیندون تاون، باشگاه فوتبال کاردیف سیتی، باشگاه فوتبال ساوتند یونایتد، باشگاه فوتبال برنتفورد، باشگاه فوتبال نیوکاسل یونایتد، باشگاه فوتبال نورث‌همپتون تاون، و باشگاه فوتبال لیتون اورینت اشاره کرد.